# Præriens Konge
Præriens Konge er en amerikansk stumfilm fra 1917 af William S. Hart.

## Medvirkende
- William S. Hart som Tom Lowry
- Aaron Edwards som Buck Fanning
- William Fairbanks som Owen Thorpe
- Margery Wilson som Mary Davis